# Deutsche Kartoffelkönigin

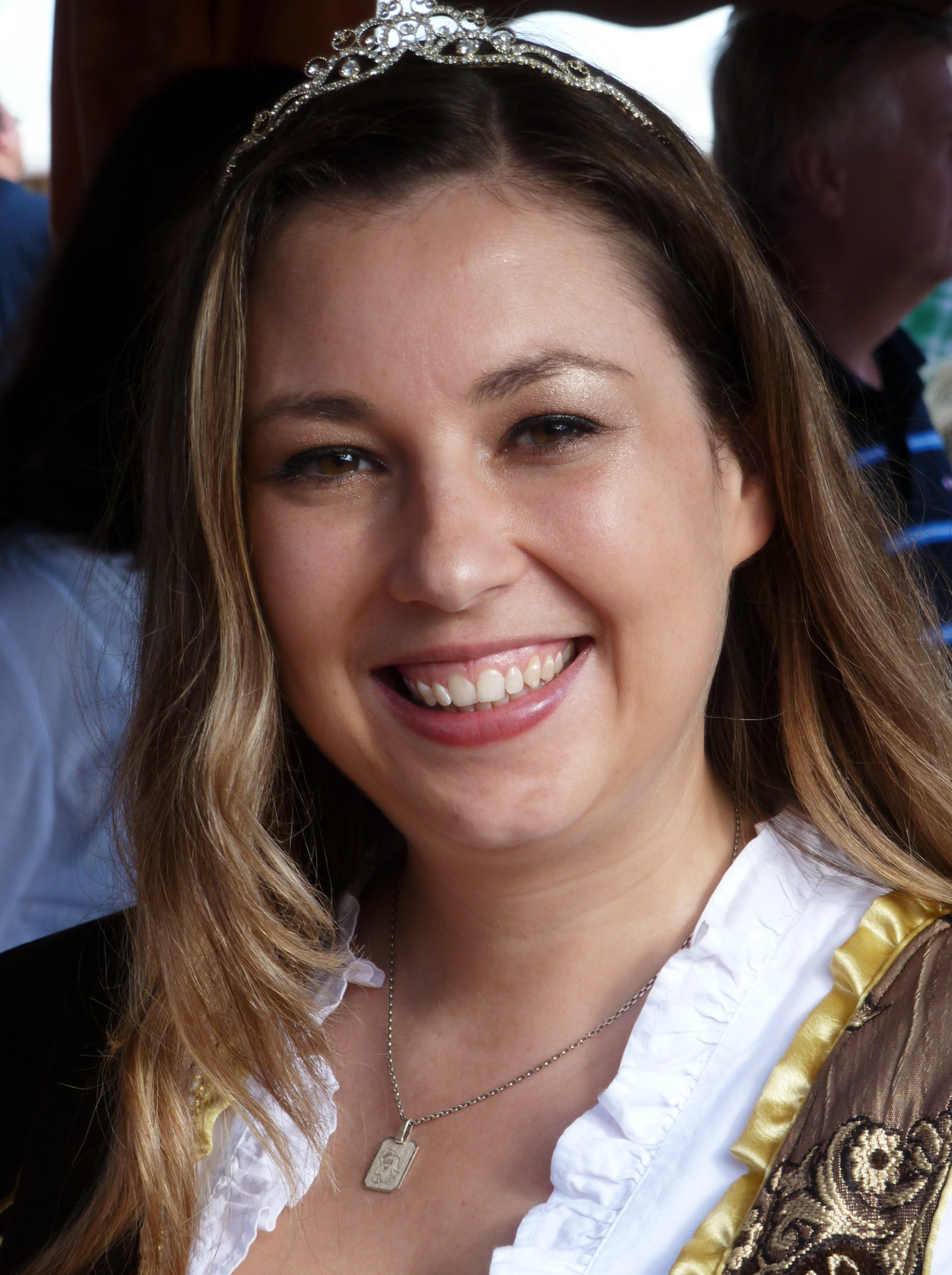
Deutsche Kartoffelkönigin 2008/09

Die Deutsche Kartoffelkönigin ist die auf ein Jahr gewählte Repräsentantin (Produktkönigin) des deutschen Kartoffelanbaus, deren Wahl auf dem Rotenburger Kartoffelmarkt, jährlich am letzten Sonntag im September erfolgt. Ihre Amtszeit endet am 31. Dezember des Folgejahres.
Die Deutsche Kartoffelkönigin 2018/19 ist Vanessa; sie wurde am 30. September 2018 gewählt.
Sie vertritt die Ackerfrucht Kartoffel bei verschiedenen Festen, wie dem Rapsblütenfest, verschiedenen Weinfesten, dem Sonnenblumenfestes in Bad Bederkesa und der Grünen Woche in Berlin.
Ihre Insignien sind: Schärpe, Kette und das Diadem
Sie ist Mitglied der Arbeitsgemeinschaft Deutsche Königinnen e. V.

## Liste der Kartoffelköniginnen
| Jahr | Geburtsjahr | Name                   | Wohnort           | ernannt durch                                                               |
| ---- | ----------- | ---------------------- | ----------------- | --------------------------------------------------------------------------- |
| 2019 |             | Vanessa                | Rotenburg (Wümme) |                                                                             |
| 2018 |             | Jessica Schwedhelm     | Rotenburg (Wümme) | echter Indianer                                                             |
| 2017 | 1997        | Anna Lucia Richter     | Rotenburg (Wümme) | Reinhard Grindel, Präsident des Deutschen Fußball-Bundes                    |
| 2016 |             | Jennifer               |                   | Bürgermeister der Stadt Rotenburg (Wümme)                                   |
| 2015 | 1996        | Marie-Kristin Lüdemann | Rotenburg (Wümme) | Bürgermeister der Stadt Rotenburg (Wümme)                                   |
| 2014 |             | Karina Krenzer         |                   | Comedian Alfons                                                             |
| 2013 | 1984        | Anna Disterhof         | Rotenburg (Wümme) | Schornsteinfegermeister                                                     |
| 2012 |             | Rebecca Wekel          |                   | Cartoonisten Volker Nökel                                                   |
| 2011 |             | Jacqueline Thomas      | Rotenburg (Wümme) | Hans-Heinrich Sander, niedersächsischer Minister für Umwelt und Klimaschutz |
| 2010 | 1981        | Melanie Wölm           | Rotenburg (Wümme) | größter Bürgermeister Niedersachsens                                        |
| 2009 | 1981        | Marina Nowakowski      | Rotenburg (Wümme) | Matthias Roeper, ARGE Deutsche König*innen                                  |
| 2008 |             | Anna Wendorff          |                   | Dirk Böhling (Radio Bremen)                                                 |

## Weitere Kartoffelköniginnen
- Pellkartoffelkönigin der Hohenlockstedter Pellkartoffeltage
- Bayerische Kartoffelkönigin
- Rheinland-Pfälzischen Kartoffelkönigin
- Thüringer Kartoffelkönigin

### Genthiner Kartoffelkönigin
- Genthiner Kartoffelkönigin des Genthiner Kartoffelfestes[2]

| Amtszeit  | Nr. | Name            | Ernennung                     |
| --------- | --- | --------------- | ----------------------------- |
| 2017–2019 | 5.  | Nicole Dittler  | 24. Genthiner Kartoffelfestes |
| 2011–2017 | 4.  | Caroline Lange  | 18. Genthiner Kartoffelfestes |
| 2007–2011 | 3.  | Ivonne Renner   | 14. Genthiner Kartoffelfestes |
| 2005–2007 | 2.  | Stefanie Schulz | 12. Genthiner Kartoffelfestes |
| 2003–2005 | 1.  | Jeannette Timme | 10. Genthiner Kartoffelfestes |